# Йоганн Непомук Берґер
Йоганн Непомук Берґер (нім. Johann Nepomuk Berger; 11 квітня 1845, Грац — 17 жовтня 1933 р. Грац) — австрійський шахіст, теоретик та композитор. Переможець шахового турніру в Граці (1870). Один з авторів коефіцієнту Бергера. Редактор журналу нім. Deutsche Schachzeitung. Засновник шахової спілки в Граці.
Професіональним шахістом Бергер не був. Все життя прожив у Граці, будучи вчителем приватної Академії (з 1876). Протягом тринадцяти років керував журналом «Deutsche Schachzeitung».
Автор знаменитої чотирьохтомної праці «Теорія та практика ендшпілю» (англ. Theory and Practice of the Endgame) (1891) — цілком присвяченій закінченням. (1922, 1933 рр. — перероблена та перевидана). Ця робота внесла вагомий внесок у розвиток теорії ендшпілю.
У шаховій композиції є тема, відкрита Й. Бергером й названа його іменем.

## Результати
- 1870 р. — виграв головний турнір в Австро-угорській імперії у рідному Граці. Це було єдине перше місце Бергера в турнірі за все життя.
- 1881 р. — поділив 9-10 місце на турнірі у Берліні.
- 1883 р. — четвертий приз на міжнародному турнірі німецького шахового союзу в Нюрнберзі.
- 1885 р. — поділив 11-12 місце у Гамбурзі.
- 1887 р. — поділив 5-6 місце у Франкфурті-на-Майні.
- 1890 р. — 4-5 місце в Граці.
- 1894 р. — 8-9 місце в Лейпцигу.
- 1898 р. — восьме місце на турнірі в Кельні.
- 1900 р. — поділив 7-10 місця у Мюнхені.
- 1904 р. — поділив 6-7 місця на турнірі в Кобурзі.
- 1905 р. — зайняв шосте місце на турнірі в Бармені.
- 1907 р. — поділив 7-8 місце у Відні.
- 1907 р. — 16-18 місце у Карлових Варах.
- 1908 р. — 15 місце на турнірі у Відні.
- 1923 р. — 1-3 місце на турнірі в Берліні.
- 1927 р. — 2-3 місце на турнірі в Зноймо[3]